# Aeroporto Internazionale di Portland (Maine)
L'Aeroporto Internazionale di Portland internazionalmente conosciuto come Portland International Jetport (per differenziarlo dal Portland International Airport che si trova nello stato federato dell'Oregon) è un aeroporto civile situato nelle vicinanze della città statunitense di Portland nello Stato federato del Maine.

## Eventi rilevanti correlati
Oltre che alla sua rilevanza infrastrutturale, l'aeroporto è conosciuto per essere il primo scalo di partenza per almeno 2 dei 19 dirottatori coinvolti negli attentati dell'11 settembre 2001; Alle 05:33 di tale giorno, infiatti Mohammed ʿAtta e ʿAbd al-ʿAziz al-ʿUmari lasciano l'albergo "Comfort Inn" di South Portland (Maine) e si dirigono, proprio al Portland International Jetport dove prendono un aereo della Colgan Air alla volta di Boston per poi prendere il tragico volo AA11 che si schianterà contro la Torre Nord del World Trade Center di New York.